# Władysław Kozakiewicz
Władysław Kozakiewicz, poljski atlet, 8. december 1953, Šalčininkai, Litva.
Kozakiewicz je v svoji karieri nastopil na poletnih olimpijskih igrah v letih 1976 v Montrealu in 1980 v Moskvi. Na igrah leta 1976 je osvojil enajsto mesto v skoku ob palici, leta 1980 pa je dosegel vrhunec svoje kariere z osvojitvijo naslova olimpijskega prvaka. Še bolj kot njegova zmaga pa je bila odmevna žaljiva gesta proti sovjetskim gledalcem po zagotovitvi naslova, znana kot Kozakiewiczeva gesta. Dvakrat je zmagal tudi na Univerzijadi. 11. maja 1980 je postavil svetovni rekord v skoku ob palici s preskočeno višino 5,72 m. Veljal je le tri tedne, ko ga je za 3 cm izboljšal Thierry Vigneron. Toda 30. julija 1980 je ob olimpijski zmagi še drugič postavil svetovi rekord s preskočeno višino 5,78 m. Tokrat je veljal do junija 1981, ko ga je za 2 cm izboljšal ponovno Vigneron.